# Cratere Arrhenius (Marte)
Arrhenius è un cratere sulla superficie di Marte.
L'asteroide è dedicato allo scienziato svedese Svante Arrhenius.